# François-Charles Baude
Pour les articles homonymes, voir Baude.
Ne doit pas être confondu avec Charles Baude.
François-Charles Baude, né à Houplines le 10 janvier 1880 et mort à Armentières le 26 novembre 1953, est un peintre français. 

## Biographie
François-Charles Baude est né le 10 janvier 1880 à Houplines, cité Debosque. Son père François Joseph est lillois, chaudronnier en cuivre, et sa mère Eudoxie Devooghdt, tisseuse née à Roncq.
Baude a étudié à l'École des Beaux-Artset l'Académie Julian, élève de William Bouguereau.
Par ailleurs élève de Marcel Baschet et d'Henri Royer, officier d'Académie et du Nicham Iftikhar, on lui doit des peintures de figures et de genre, des portraits et intérieurs et des paysages.
Baude a participé à la première épreuve du Prix de Rome de 1906 dont le sujet est « Le Christ servi par les anges ». Il y est 14e sur 218.
Domicilié au 65, boulevard Arago (cité fleurie), il expose au Salon des artistes français dès 1908, y obtient une médaille d'argent puis, en 1911, la médaille d'or et est classé hors concours à partir de cette date. En 1912, il reçoit une bourse de voyage, se rend en Algérie et expose alors à Lille, Gand, Amsterdam et Bruxelles. 
Ses œuvres sont retenues pour imager l'Histoire illustrée de la Guerre du Droit d'Émile Hinzelin . 
Il meurt à Armentières le 26 novembre 1953.
Ses œuvres sont conservées dans la collection de la Ville de Paris, à l'hôtel de ville d'Armentières, au Ministère de l'Intérieur et au musée de Dunkerque.

## Œuvres
- Soldat mort dans les ruines d'une église (musée d'Argenteuil) [réf. nécessaire]
- Le Départ pour la guerre[8]  (Ville de Paris), 1912
- Jours de fête à l'Observatoire, 1913[9]
- Communiantes, en Flandre, 1915, mentionné au 16e rang au catalogue de l'exposition d'art de la section franco-belge de l'Exposition universelle de 1915[10], entre Georges Barbier et Paul Baudoüin. Exposé alors au musée d'Art de Saint-Louis.
- Ravaudeuses de filets à Antibes, 1924[11]
- Après le bain à Saint-Raphaël, 1928 (collection du John Wanamaker Department Store)[12],[13]
- Autoportrait[14], Portrait de Mme Baude[15], Prise d'Armentières par Louis XIV en 1667[16], etc, Armentières, hôtel de ville[17]
- Ruines de l'église Saint-Charles à Houplines au clair de lune, Houplines don de l'académicien armentiérois Yves Millecamps[18]
- Infirmiers de la Croix rouge portant secours à un blessé, 1917[19]
- La Mort de Werther[20]
- La Seconde bataille de la Marne, juillet 1918, musée des Blindés de Saumur[21][source insuffisante]
- Le Puits arabe[22], Rungis
- L'Accordéoniste[23], musée des Augustins d'Hazebrouck.

## Hommages
Une voie de sa commune natale d'Houplines porte son nom.